# دنی بنس
دنی بنس (انگلیسی: Danny Bance؛ زادهٔ ۲۷ سپتامبر ۱۹۸۲) بازیکن فوتبال اهل بریتانیا است.
از باشگاه‌هایی که در آن بازی کرده‌است می‌توان به باشگاه فوتبال لیسکار یونایتد، باشگاه فوتبال بودمین تاون، باشگاه فوتبال سنت بلیزی، و باشگاه فوتبال پلیموث آرگیل اشاره کرد.